# Episodi de La caccia (prima stagione)
La prima stagione della serie televisiva spagnola La caccia (La caza), intitolata La caccia - Monteperdido (La caza. Monteperdido), composta da 8 episodi, è stata trasmessa in prima visione in Spagna dal 25 marzo al 20 maggio 2019 su La 1.
In Italia la stagione, è stata rimontata in 4 episodi da 120 minuti ciascuna, è stata trasmessa su Canale 5 ogni domenica in prima serata dal 10 novembre 2019 al 1º dicembre 2019.
| nº | Titolo originale        | Prima TV Spagna | Ascolti Spagna | Ascolti Spagna | nº | Titolo italiano     | Prima TV Italia  |
| nº | Titolo originale        | Prima TV Spagna | Telespettatori | Share          | nº | Titolo italiano     | Prima TV Italia  |
| -- | ----------------------- | --------------- | -------------- | -------------- | -- | ------------------- | ---------------- |
| 1  | El deshielo             | 25 marzo 2019   | 2 400 000      | 15,2%          | 1  | Nella tana del lupo | 10 novembre 2019 |
| 2  | Trémols                 | 1º aprile 2019  | 2 335 000      | 14,9%          | 1  | Nella tana del lupo | 10 novembre 2019 |
| 3  | El baile de los hombres | 8 aprile 2019   | 2 306 000      | 14,8%          | 2  | La tempesta         | 17 novembre 2019 |
| 4  | Oscuros de Liestra      | 15 aprile 2019  | 2 052 000      | 13,7%          | 2  | La tempesta         | 17 novembre 2019 |
| 5  | Lago                    | 29 aprile 2019  | 1 991 000      | 12,8%          | 3  | Il lago incantato   | 24 novembre 2019 |
| 6  | La guardia              | 6 maggio 2019   | 1 917 000      | 12,8%          | 3  | Il lago incantato   | 24 novembre 2019 |
| 7  | La batida               | 13 maggio 2019  | 1 996 000      | 12,8%          | 4  | La cerva bianca     | 1º dicembre 2019 |
| 8  | La cierva blanca        | 20 maggio 2019  | 2 274 000      | 15,0%          | 4  | La cerva bianca     | 1º dicembre 2019 |

## Nella tana del lupo
- Titoli originali: El deshielo e Trémols

### Trama
- Ascolti Italia: telespettatori 2 544 000 – share 11,7%.[11]

## La tempesta
- Titoli originali: El baile de los hombres e Oscuros de Liestra

### Trama
- Ascolti Italia: telespettatori 2 117 000 – share 9,4%.[12]

## Il lago incantato
- Titoli originali: Lago e La guardia

### Trama
- Ascolti Italia: telespettatori 2 250 000 – share 10,1%.[13]

## La cerva bianca
- Titoli originali: La batida e La cierva blanca

### Trama
- Ascolti Italia: telespettatori 2 401 000 – share 10,7%.[14]